# Кучирек, Иван
Иван Кучирек (чеш. Ivan Kučírek; 25 ноября 1946, Бржецлав — 5 февраля 2022, Брно) — чехословацкий велогонщик, выступавший на треке. Участних летних Олимпийских игр 1964, 1968 и 1972 годов, трёхкратный чемпион мира 1980, 1981 и 1982 годов, двукратный серебряный призёр чемпионата мира 1976 и 1983 годов, бронзовый призёр чемпионата мира 1971 года.

## Биография
Иван Кучирек родился 25 ноября 1946 года в чехословацком городе Бржецлав (сейчас в Чехии).
Выступал в соревнованиях по велоспорту на треке за «Фаворит» из Брно. 23 раза становился чемпионом Чехословакии: 11 раз в индивидуальном спринте (1963, 1965, 1967—1969, 1971, 1973—1974, 1976, 1978—1979), 12 раз в гонке на тандемах (1966—1969, 1971, 1974—1976, 1980—1983).
Завоевал шесть медалей на чемпионатах мира в гонке на тандемах: в паре с Павлом Мартинеком золото в 1980 году в Безансоне, в 1981 году в Брно, в 1982 году в Лестере и серебро в 1983 году в Цюрихе. В паре с Милошем Елинеком выиграл серебро в 1976 году в Монтерони-ди-Лечче. Кроме того, на его счету бронза чемпионата мира 1971 года в Варезе в индивидуальном спринте.
В 1964 году вошёл в состав сборной Чехословакии на летних Олимпийских играх в Токио. В индивидуальном спринте выиграл в первом раунде у Роджера Гиббона из Тринидада и Тобаго и Алана Греко из США, во втором уступил Вилли Фуггереру из ОГК, а в заезде надежды — Валерию Хитрову из СССР.
В 1968 году вошёл в состав сборной Чехословакии на летних Олимпийских играх в Мехико. В индивидуальном спринте победил в первом раунде Иана Олсопа из Великобритании и Обри Брайса из Гайаны, во втором раунде — Рега Барнетта из Великобритании и Хосе Меркадо из Мексики, в 1/8 финала уступил Дино Верцини из Италии и Джекки Саймсу из США, а в заезде надежды — Тиму Маунтфорду из США и Гордону Джонсону из Австралии. В гонке на тандемах Кучирек и Милош Елинек в первом раунде выиграли у Игоря Целовальникова и Иманта Бодниекса из СССР с олимпийским рекордом — 10,14 секунды. В четвертьфинале проиграли Яну Янсену и Лейну Лувесейну из Нидерландов — 1:2.
В 1972 году вошёл в состав сборной Чехословакии на летних Олимпийских играх в Мюнхене. В индивидуальном спринте победил в первом раунде Уинстона Эттонга из Тринидада и Тобаго и Кенсли Риса с Барбадоса, во втором уступил Лесли Кингу из Тринидада и Тобаго, в заезде надежды победил Джеффри Спенсера из США, в 1/8 финала уступил Джону Николсону из Австралии, а в заезде надежды — Нильсу Фредборгу из Дании. В гонке на тандемах Кучирек и Владимир Попелка в первом раунде выиграли у Говарда Фентона и Хонсона Чина с Ямайки, а в четвертьфинале проиграли Владимиру Семенцу и Игорю Целовальникову из СССР — 0:2.
Умер 5 февраля 2022 года в чешском городе Брно.